# Red Bull Ring

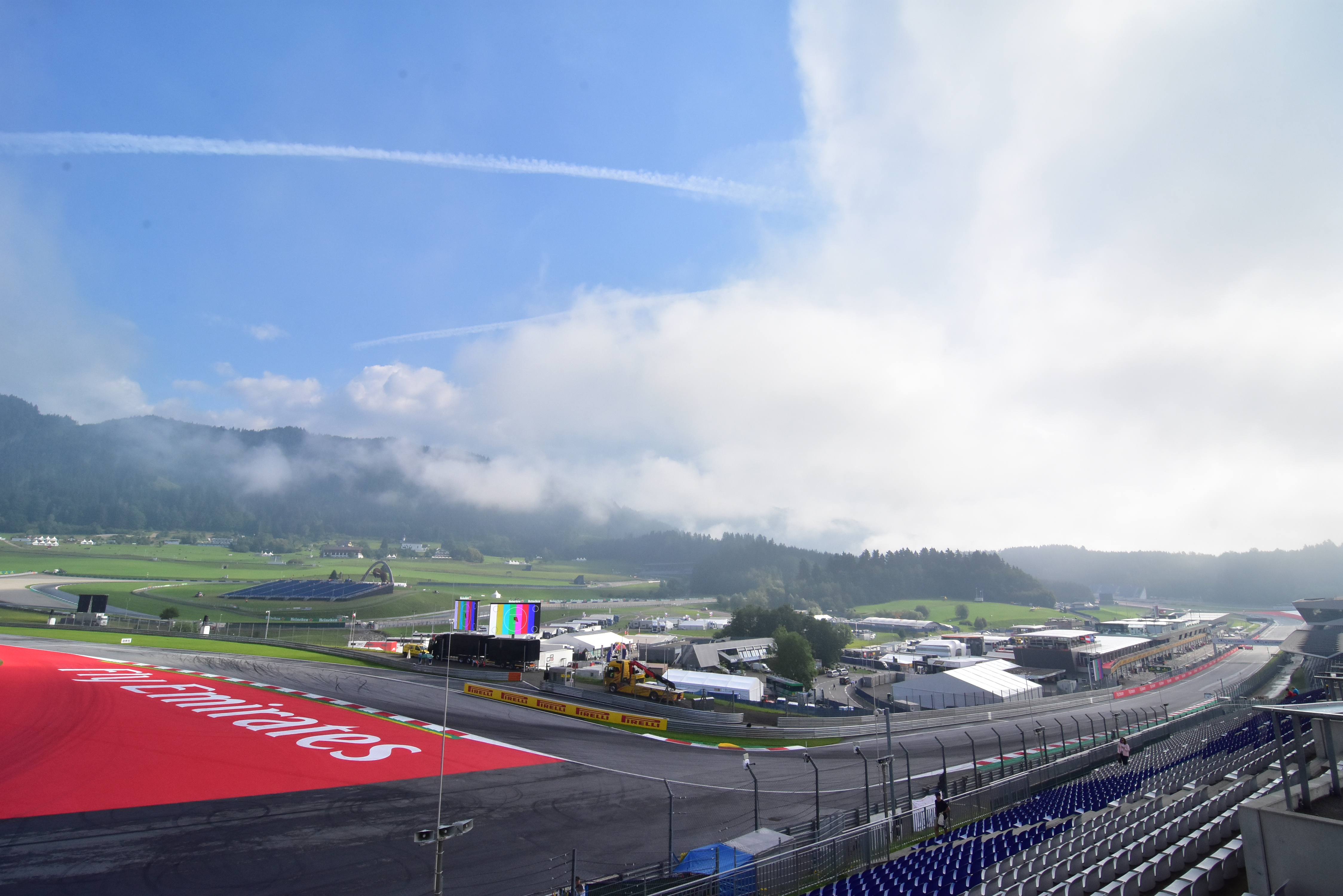
El circuito durante el Gran Premio de Austria de 2018.

Red Bull Ring es un autódromo ubicado en la villa de Spielberg, cerca al poblado de Zeltweg, estado de Estiria, Austria, a unos 50 km al oeste de la ciudad de Graz. Ha recibido varios de los principales campeonatos mundiales y europeos de deporte motor. El nombre original del circuito fue Österreichring, que traducido sería "circuito de Austria". Después de su remodelación en 1995, fue renombrado a A1-Ring debido al patrocinio de la telefónica A1 Mobilkom. En 2010, el fabricante de bebidas Red Bull GmbH adquirió el circuito y le puso el nombre actual.

## Historia
Österreichring se construyó en 1969 con una longitud de 5.911 metros, y pasó a medir 5.942 metros desde 1977. Se usó para celebrar el Gran Premio de Austria de Fórmula 1 hasta 1987, cuando dejó de albergarlo por su alta peligrosidad, y el Campeonato Mundial de Resistencia hasta 1976. La Fórmula 3000 acompañó a la máxima categoría en 1985 y 1986. A continuación, el Campeonato Mundial de Superbikes disputó carreras allí desde 1988 hasta 1994, y el Campeonato Alemán de Superturismos lo hizo en 1994 y 1995.
Entre 1995 y 1996, el circuito fue remodelado por Hermann Tilke y fue recortado hasta 4.326 metros. La pista, renombrada a A1-Ring, volvió a recibir el Gran Premio de Austria de Fórmula 1 y la Fórmula 3000 desde 1997 hasta 2003, así como varias pruebas mundiales y europeas, como el Gran Premio de Austria del Campeonato Mundial de Motociclismo en 1996 y 1997, el Campeonato Mundial de Superbikes desde 1997 hasta 1999, el Campeonato Mundial de Motociclismo de Resistencia en 2003, el Campeonato FIA GT en 1997, 1998, 2000 y 2001, el Campeonato Europeo de Turismos en 2000 y 2001, y el Deutsche Tourenwagen Masters (DTM) desde 2001 hasta 2003.
En 2002 se obligó a remodelar las escapatorias asfaltándolas pero eso no fue suficiente para que después del Gran Premio de Austria de 2003 se anunciara que el circuito no volvería a albergar otra prueba de Fórmula 1. Después de este anuncio, el circuito entró en quiebra y tuvo que usarse como recinto de conciertos, exhibiciones, experimentos tecnológicos y similares, además de eventos automovilísticos menores organizados por el gobierno de Estiria.
En 2009, debido al éxito de la escudería austriaca Red Bull Racing en Fórmula 1, la compañía Red Bull compró el circuito, remodelándolo y construyendo nuevos edificios de boxes y salas y dejando el trazado como el del año 2003. A partir de 2011, Red Bull Ring ha recibido el Deutsche Tourenwagen Masters, el Open Internacional de GT y el ADAC GT Masters.
El 23 de julio de 2013, se publicó de manera oficial en la página de Facebook del trazado, que albergaría nuevamente el Gran Premio de Fórmula 1 para la temporada siguiente, en 2014. Tras la ratificación de la Federación Internacional del Automóvil (FIA) y del Consejo Mundial de Deporte de Motor, organismos que dieron el visto bueno a la organización del Mundial, el Gran Premio se dijo que se disputaría el 6 de julio, aunque finalmente, la fecha dada para la carrera en el calendario oficial es el 22 de junio. Desde el año 2016 se disputa allí el Gran Premio de Austria de Motociclismo en sus tres categorías (Moto3, Moto2 y MotoGP), que no se corría desde el año 1997.

## Trazados

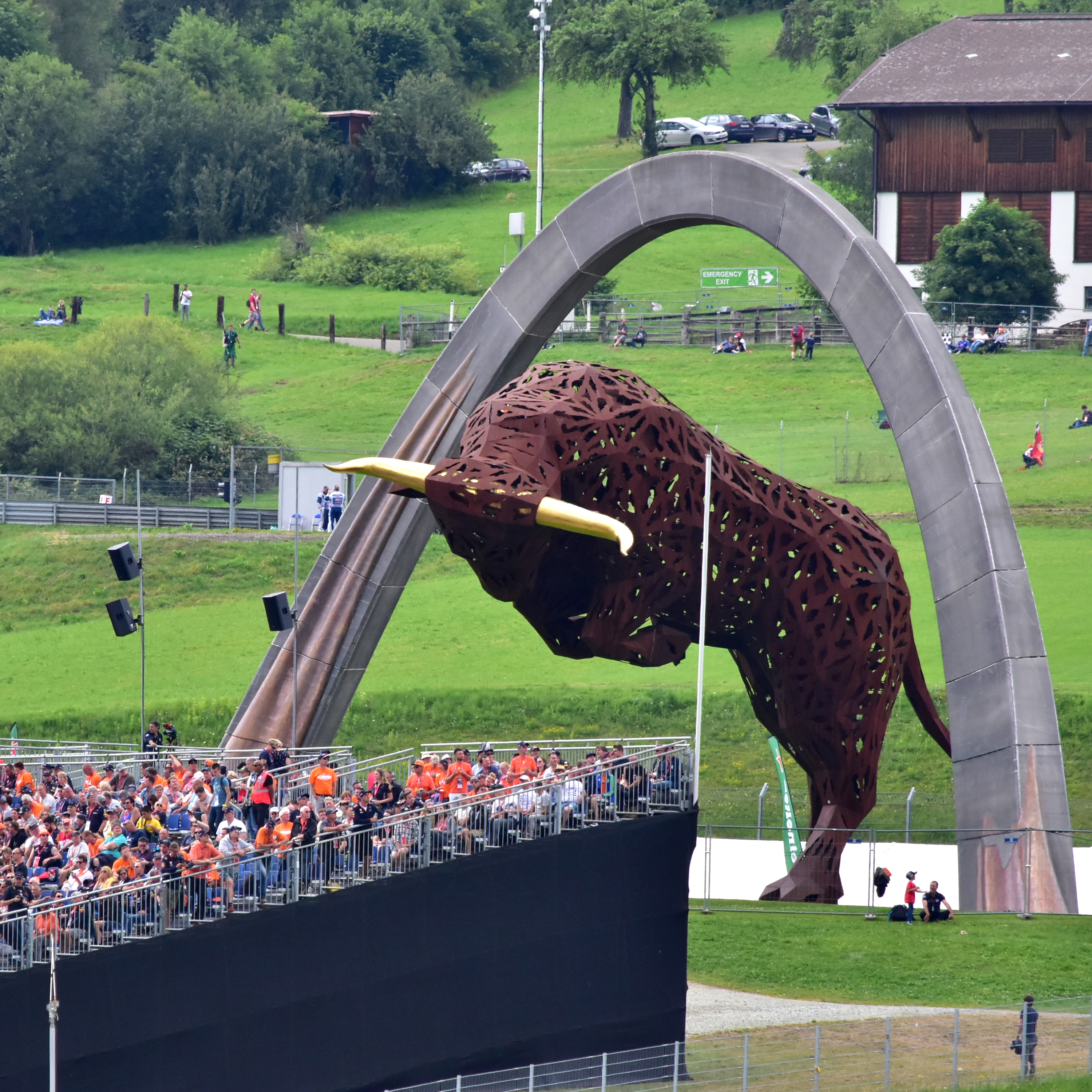
Escultura de un toro presente en el autódromo.

Trazado usado desde el 1977 hasta el 1995 con la chicana Hella-Licht
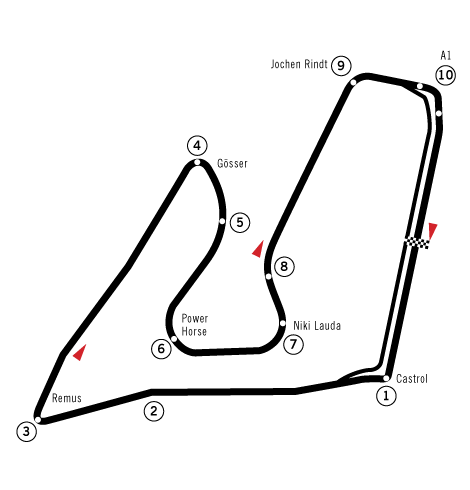
Trazado usado desde el 1996 hasta la actualidad
Trazado con la chicane que utiliza la MotoGP
Comparativa entre ambos

## Ganadores

### Campeonato de Fórmula 2 de la FIA
| Año  | Piloto              | Escudería             | Fecha       | Resultados |
| ---- | ------------------- | --------------------- | ----------- | ---------- |
| 2017 | Charles Leclerc     | PREMA Racing          | 8 de julio  | Resultados |
| 2017 | Artiom Markélov     | RUSSIAN TIME          | 9 de julio  | Resultados |
| 2018 | George Russell      | ART Grand Prix        | 30 de junio | Resultados |
| 2018 | Artiom Markélov     | RUSSIAN TIME          | 1 de julio  | Resultados |
| 2019 | Nobuharu Matsushita | Carlin                | 29 de junio | Resultados |
| 2019 | Sérgio Sette Câmara | DAMS                  | 30 de junio | Resultados |
| 2020 | Callum Ilott        | UNI-Virtuosi Racing   | 4 de julio  | Resultados |
| 2020 | Felipe Drugovich    | MP Motorsport         | 5 de julio  | Resultados |
| 2020 | Robert Shwartzman   | PREMA Racing          | 11 de julio | Resultados |
| 2020 | Christian Lundgaard | ART Grand Prix        | 12 de julio | Resultados |
| 2022 | Marcus Armstrong    | Hitech Grand Prix     | 9 de julio  | Resultados |
| 2022 | Logan Sargeant      | Carlin                | 10 de julio | Resultados |
| 2023 | Jak Crawford        | Hitech Pulse-Eight    | 1 de julio  | Resultados |
| 2023 | Richard Verschoor   | Van Amersfoort Racing | 2 de julio  | Resultados |
| 2024 | Oliver Bearman      | PREMA Racing          | 29 de junio | Resultados |
| 2024 | Gabriel Bortoleto   | Invicta Racing        | 30 de junio | Resultados |
| 2025 | Pepe Martí          | Campos Racing         | 28 de junio | Resultados |
| 2025 | Richard Verschoor   | MP Motorsport         | 29 de junio | Resultados |

### Campeonato de Fórmula 3 de la FIA
| Año  | Piloto               | Escudería          | Fecha       | Resultados |
| ---- | -------------------- | ------------------ | ----------- | ---------- |
| 2019 | Jüri Vips            | Hitech Grand Prix  | 29 de junio | Resultados |
| 2019 | Jake Hughes          | HWA RACELAB        | 30 de junio | Resultados |
| 2020 | Oscar Piastri        | Prema Racing       | 4 de julio  | Resultados |
| 2020 | Liam Lawson          | Hitech Grand Prix  | 5 de julio  | Resultados |
| 2020 | Frederik Vesti       | Prema Racing       | 11 de julio | Resultados |
| 2020 | Théo Pourchaire      | ART Grand Prix     | 12 de julio | Resultados |
| 2021 | Dennis Hauger        | Prema Racing       | 3 de julio  | Resultados |
| 2021 | David Schumacher     | Trident            | 3 de julio  | Resultados |
| 2021 | Frederik Vesti       | ART Grand Prix     | 4 de julio  | Resultados |
| 2022 | Jak Crawford         | Prema Racing       | 9 de julio  | Resultados |
| 2022 | Isack Hadjar         | Hitech Grand Prix  | 10 de julio | Resultados |
| 2023 | Paul Aron            | Prema Racing       | 1 de julio  | Resultados |
| 2023 | Zak O'Sullivan       | Prema Racing       | 2 de julio  | Resultados |
| 2024 | Nikola Tsolov        | ART Grand Prix     | 29 de junio | Resultados |
| 2024 | Luke Browning        | Hitech Pulse-Eight | 30 de junio | Resultados |
| 2025 | James Wharton        | ART Grand Prix     | 28 de junio | Resultados |
| 2025 | Martinius Stenshorne | Hitech TGR         | 29 de junio | Resultados |